# Neuseeländische Cricket-Nationalmannschaft in Simbabwe in der Saison 2005
Die Tour der neuseeländischen Cricket-Nationalmannschaft nach Simbabwe in der Saison 2005 fand vom 7. bis zum 17. August 2005 statt. Die internationale Cricket-Tour war Bestandteil der Internationalen Cricket-Saison 2005 und umfasste zwei Tests. Simbabwe gewann die Test-Serie 2–0.

## Vorgeschichte
Für beide Teams war es die erste Tour der Saison.
Das letzte Aufeinandertreffen der beiden Mannschaften bei einer Tour fand in der Saison 2000/01 in Neuseeland statt.
Auf Grund der Menschenrechtslage in Simbabwe gab es Druck auf das neuseeländische Team nicht in Simbabwe anzutreten. Die Spieler sprachen sich jedoch dafür aus zu Touren, so dass die Tour stattfand, auch wenn das neuseeländische Außenministerium und das Neuseeländische Parlament versuchten die Tour zu verhindern.

## Stadien
Die folgenden Stadien wurden für die Tour als Austragungsort vorgesehen.
| Stadion            | Stadt    | Kapazität | Spiele  |
| ------------------ | -------- | --------- | ------- |
| Queens Sports Club | Bulawayo | 9.000     | 2. Test |
| Harare Sports Club | Harare   | 10.000    | 1. Test |

## Kaderlisten
Neuseeland benannte seinen Kader am 22. Juni 2005.
Simbabwe benannte seinen Kader am 3. August 2005.
| Test | Test |
| Simbabwe | Neuseeland |
| --- | --- |
| - Tatenda Taibu (K & wk) - Stuart Carlisle - Greame Cremer - Keith Dabengwa - Dion Ebrahim - Neil Ferreira - Blessing Mahwire - Hamilton Masakadza - Christopher Mpofu - Heath Streak - Brendan Taylor - Craig Wishart | - Stephen Fleming (K) - Nathan Astle - Shane Bond - James Franklin - James Marshall - Hamish Marshall - Chris Martin - Brendon McCullum (wk) - Scott Styris - Daniel Vettori - Lou Vincent |

## Tests

### Erster Test in Harare
| 7. – 8. August Scorecard | Harare | Neuseeland 452-9d (89) & 99 (49.5)                | – | Simbabwe 59 (29.4) |
|                          |        | Neuseeland gewinnt mit einem Innings und 294 Runs |   |                    |

### Zweiter Test in Bulawayo
| 15. – 17. August Scorecard | Bulawayo | Simbabwe 231 (79) & 297 (61.1)                   | – | Neuseeland 484 (111.1) |
|                            |          | Neuseeland gewinnt mit einem Innings und 46 Runs |   |                        |

## Statistiken
Die folgenden Cricketstatistiken wurden bei dieser Tour erzielt.
| Tests            | Tests      | Tests   | Tests   | Tests   | Tests   | Tests   | Tests   | Tests   |
| Batting          | Batting    | Batting | Batting | Batting | Batting | Batting | Batting | Batting |
| Spieler          | Mannschaft | Spiele  | Innings | Runs    | Average | HS      | 100s    | 50s     |
| ---------------- | ---------- | ------- | ------- | ------- | ------- | ------- | ------- | ------- |
| Daniel Vettori   | Neuseeland | 2       | 2       | 175     | 87,50   | 127     | 1       | 0       |
| Nathan Astle     | Neuseeland | 2       | 2       | 151     | 75,50   | 128     | 1       | 0       |
| Stephen Fleming  | Neuseeland | 2       | 2       | 138     | 69,00   | 73      | 0       | 2       |
| Brendon McCullum | Neuseeland | 2       | 2       | 135     | 67,50   | 111     | 1       | 0       |
| Brendan Taylor   | Simbabwe   | 2       | 4       | 124     | 31,00   | 77      | 0       | 1       |
| Bowling          |            |         |         |         |         |         |         |         |
| Spieler          | Mannschaft | Spiele  | Overs   | Wickets | Average | BBI     | 5W      | 10W     |
| Shane Bond       | Neuseeland | 2       | 47      | 13      | 9,23    | 6/51    | 1       | 1       |
| Daniel Vettori   | Neuseeland | 2       | 65.4    | 11      | 13,72   | 4/28    | 0       | 0       |
| James Franklin   | Neuseeland | 2       | 37      | 6       | 16,16   | 3/11    | 0       | 0       |
| Chris Martin     | Neuseeland | 2       | 43      | 6       | 21,00   | 3/21    | 0       | 0       |
| Heath Streak     | Simbabwe   | 2       | 45.4    | 6       | 29,16   | 4/73    | 0       | 0       |
| Blessing Mahwire | Simbabwe   | 2       | 51.1    | 6       | 39,33   | 3/115   | 0       | 0       |

## Player of the Series
Als Player of the Series wurden die folgenden Spieler ausgezeichnet.
| Serie | Player of the Series |
| ----- | -------------------- |
| Test  | Shane Bond           |

### Player of the Match
Als Player of the Match wurden die folgenden Spieler ausgezeichnet.
| Spiel   | Player of the Match |
| ------- | ------------------- |
| 1. Test | Daniel Vettori      |
| 2. Test | Shane Bond          |